# Бука (пролив)
Бука — пролив на северо-востоке Папуа — Новой Гвинеи, отделяющий крупнейший остров Бугенвиль автономного региона Бугенвиль от его второго по величине острова Бука. Соединяет Соломоново море с Тихим океаном.
На северном берегу пролива расположена временная столица Бугенвиля Бука, на южном — селение Кокопао, в западном конце пролива — густонаселённый островок Сохано. Вдоль обоих берегов проложены дороги.
По проливу курсируют водные такси.

## История
Пролив является местом множества кораблекрушений.
Перед Второй мировой войной австралийцы с помощью местной рабочей силы построили на Буке, рядом с проливом, взлётно-посадочную полосу, рядом с которой держали небольшие военные силы. Другая, травяная и болотистая полоса (Бонис) была ими расчищена по другую сторону пролива, но никогда не использовалась. Однако австралийцы не были готовы к сопротивлению, и после первых японских бомбёжек эвакуировались. Регион был оккупирован японцами.
На аэрофотографии пролива 1943 года (см. карточку) видны построенные японцами (см. Бугенвильская кампания) на месте австралийских взлётно-посадочных полос аэродромы Бука (в центре) и Бонис (слева).
К началу XXI века аэродром Бука, с его единственной взлётно-посадочной полосой с твёрдым покрытием, стал главным аэродромом Бугенвиля, а Бонис был заброшен ещё со времён Второй мировой войны.